# Glasperlenbogen
Ein Glasperlenbogen, auch Regenbogen an Glaskugeln oder Regenbogen mit Glaskügelchen genannt (englisch glass bead bow), ist eine optische Erscheinung durch die Lichtbrechung in oder an Glaskugeln, die bei einer punktförmigen Lichtquelle einen bogen- oder kreisförmigen Ring aus Spektralfarben erzeugt. Er wird vor allem zur Veranschaulichung des Regenbogens im Schulunterricht verwendet. Die Kugeln liegen dabei auf einer dunklen Oberfläche und werden von oben beleuchtet.

## Effekt
Bei kugelförmigen Glaspartikeln aus durchsichtigem Glas erfährt ein Lichtstrahl eine Brechung am Eintrittspunkt in die Kugel (Übergang Luft zu Glas), der das Licht in Spektralfarben aufspaltet, eine Teilreflexion am gegenüberliegenden Übergang von Glas zu Luft und noch mal eine Lichtbrechung am Austritt aus der Glaskugel (Übergang von Glas zu Luft). Zur Berechnung können die Formeln für den Hauptregenbogen verwendet werden, bei dem die Dichte von Glas eingesetzt wurde. Bei einer Beleuchtung aus einer punktähnlichen Lichtquelle wie der Sonne oder einem Scheinwerfer entsteht dann ein Glasperlenbogen.
Der Glasperlenbogen ist dem Regenbogen ähnlich. Auch die Berechnung ist leicht übertragbar.
Durch die höhere Dichte des Glases im Vergleich zum Wasser beim Regenbogen bildet er jedoch nur einen sichtbaren Bogen/Ring in Spektralfarben aus. Die Farbreihenfolge ist mit der eines Hauptregenbogens identisch. Außen rot, innen violett. Innerhalb des Glasperlenbogens erscheint die Fläche heller, während sie außerhalb des Bogens dunkler ist. Auch der normale Hauptregenbogen trennt den inneren hellen Bereich von einem dunklen Bereich, genannt Alexanders dunkles Band. Ein zweiter Glasperlenbogen bildet sich nicht.

## Geschichte

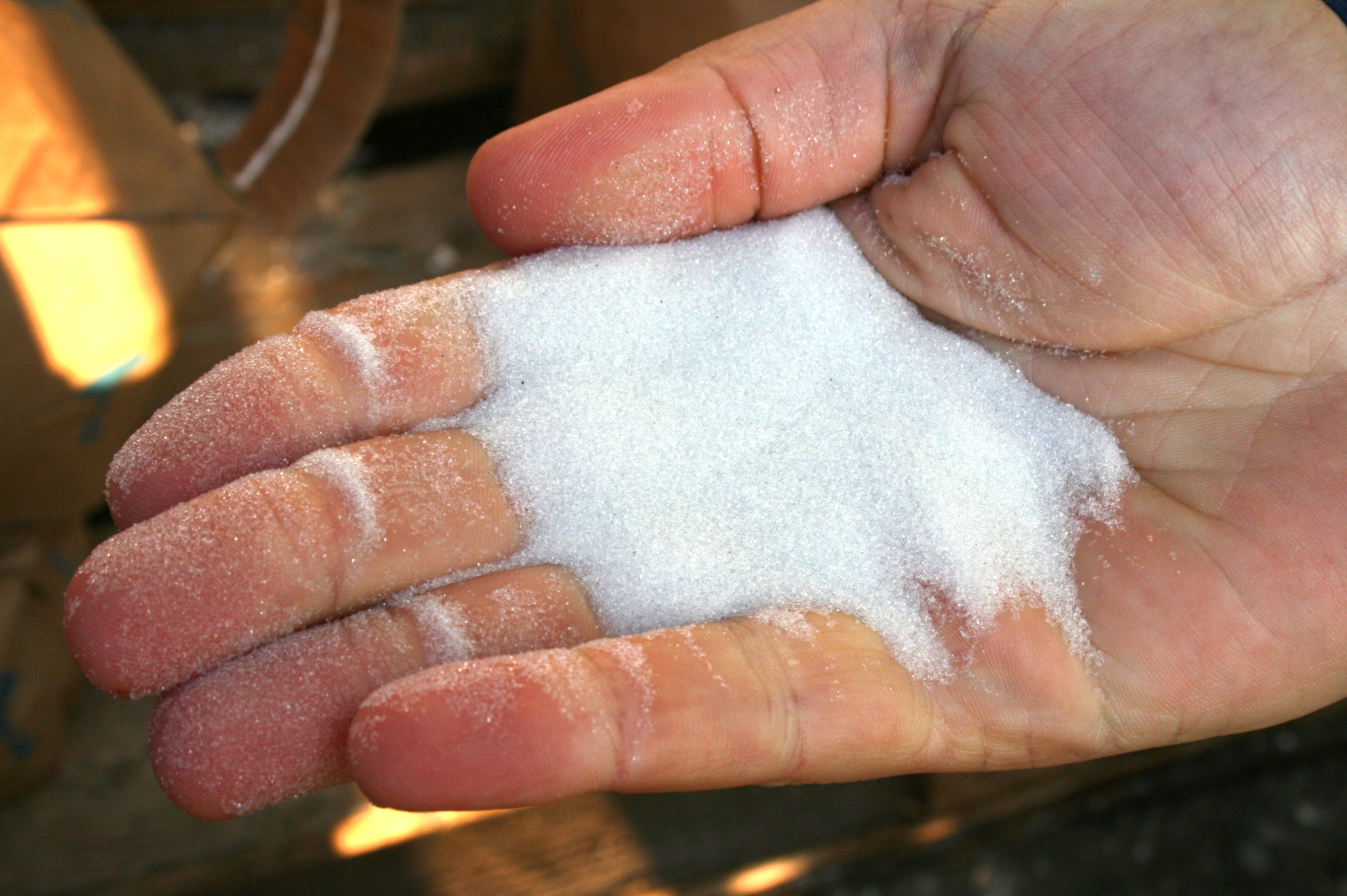
Glaskügelchen

Die Reflexion von Lichtstrahlen in Glas- oder Kristallkugeln wurde schon länger zur Veranschaulichung der Reflexionen in einem Wassertropfen verwendet.
Im Hochmittelalter erforschte Dietrich von Freiberg den Regenbogen mit Kristallen und Wassertropfen, unter anderem mit einer Kugel aus durchsichtigem Kristall.
Spätere Forscher arbeiteten mit wassergefüllten Rundkolben.
Je nach Glasart und deren Brechungszahl verlässt ein einfallender Lichtstrahl die Glaskugel in unterschiedliche Richtungen.
Eine Spezialform sind Retroreflektoren in Linsenbauweise, die das Licht dahin zurückwerfen, von wo es gekommen ist.
Schon etwas länger kennt man Reflexperlen für Straßenmarkierungen, die das Licht der Autoscheinwerfer in die Augen der Insassen des Autos reflektieren sollen. Ihr Durchmesser beträgt etwa 0,4 mm bis 1,5 mm.
Sie werden als Nachstreumittel aufgebracht und zeigen, wenn sie auf dem dunklen Asphalt liegen, einen Glasperlenbogen. Allerdings werden Perlen mit unterschiedlichen Brechungszahlen gemischt, so dass die einzelnen Spektralfarben nicht klar abgrenzbar sind.
Durch die Entwicklung von feinem Glasperlen-Strahlgut (Korngröße unter 400 Mikrometer) für das Glasperlenstrahlen als Alternative zum Sandstrahlen, konnte man mit geringem Aufwand und Kosten ringförmige Lichtspektren erzeugen. Dazu kann man die Glaskügelchen in die Luft werfen bzw. herunter rieseln lassen, auf einer Oberfläche verteilen oder sogar ankleben, solange der Übergang Glas zu Kleber die Teilreflexion ermöglicht.
Seitdem werden schwarze Platten, auf denen eine dünne Schicht des Glasperlen-Strahlguts aufgeklebt ist, für die Veranschaulichung des Regenbogens, dessen Abhängigkeit von der Betrachtungsposition und andere Regenbogen-Effekte im Rahmen des Schulunterrichts eingesetzt.
Anfang des 21. Jahrhunderts schuf der britische Künstler Charles Monkhouse in einem seiner Arbeitsschwerpunkte Lichtkunst einige Exponate, die den Glasperlenbogen zum Gegenstand hatten. Auch Fotokünstler nutzen den Glasperlenbogen als eine Art Heiligenschein auf Schattenporträts.